# La noia (Angelina Mango)
La noia è un singolo della cantautrice italiana Angelina Mango, pubblicato il 7 febbraio 2024 come terzo estratto dal primo album in studio Poké melodrama.
Il brano è stato presentato in gara durante la 74ª edizione del Festival di Sanremo, ottenendo la vittoria finale e guadagnando alla cantante il diritto di rappresentare l'Italia all'Eurovision Song Contest 2024, che si è tenuto a Malmö, in Svezia. Al termine di quest'ultima manifestazione, il brano si è classificato al 7º posto su 25 partecipanti, registrando 268 punti nella classifica finale.

## Descrizione

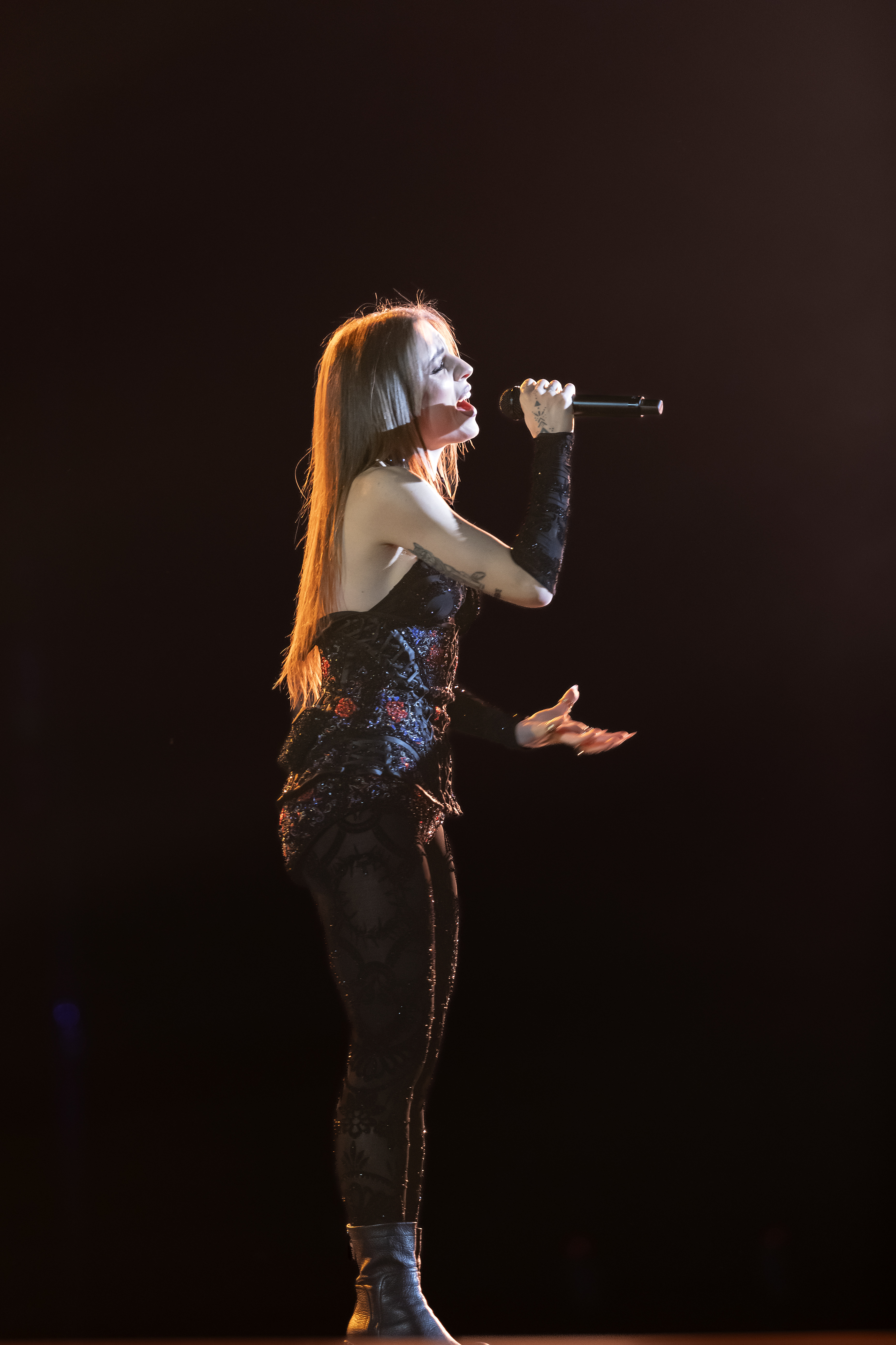
Angelina Mango mentre si esibisce sulle note de La noia alle prove per l'Eurovision Song Contest, svoltosi a Malmö, 10 maggio 2024

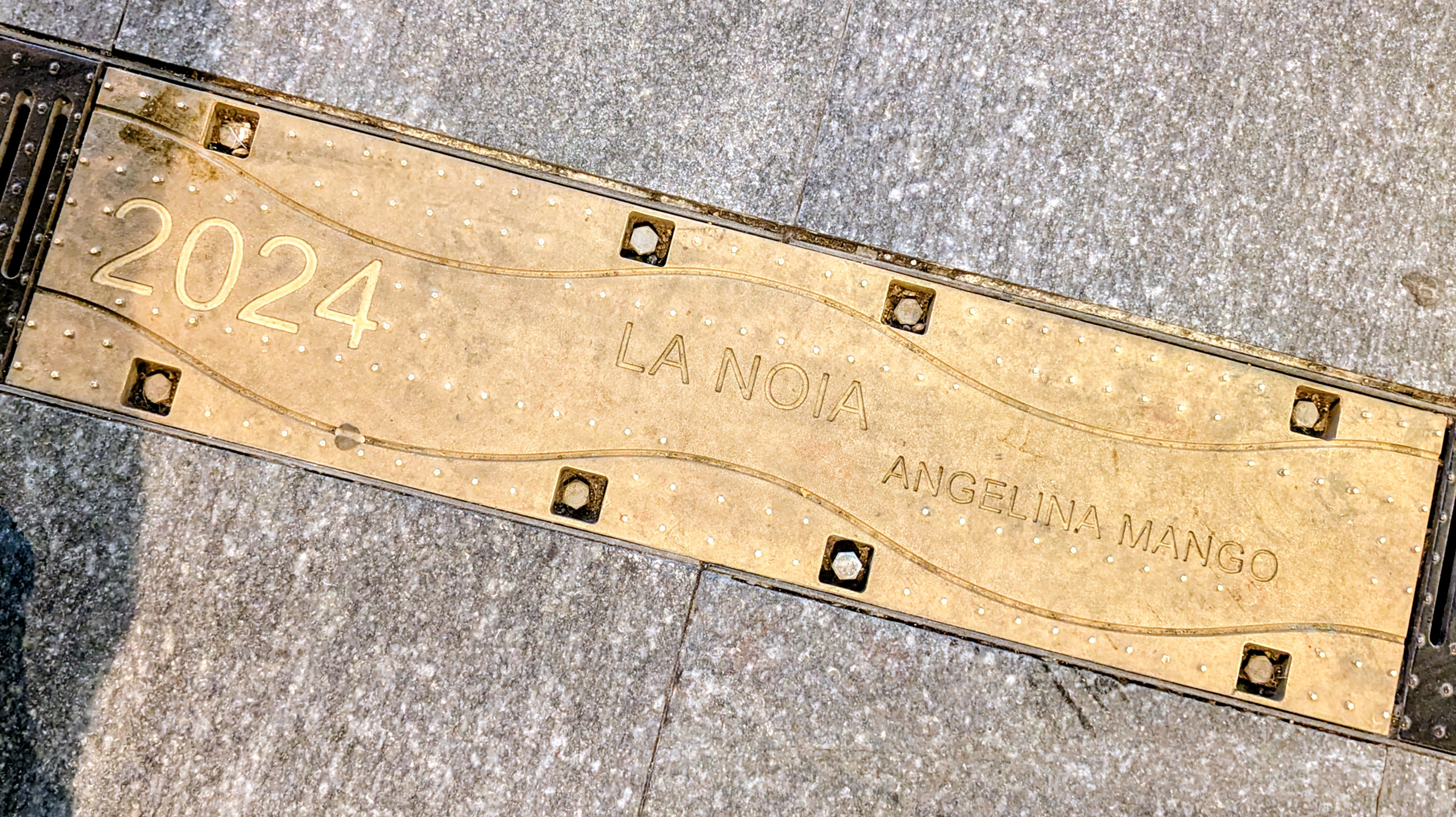
Placca di ottone, incisa col nome della canzone e cantante, posta sul corso Matteotti, che porta al Teatro Ariston a Sanremo

Il testo del brano è stato scritto da Angelina Mango e Madame, e la musica da Angelina Mango, Madame e Dario Faini, e prodotto da Dardust e E.D.D.. Come confermato dalla stessa cantante, si ispira nei ritmi alla cumbia, genere musicale citato anche nel testo ("È la cumbia della noia"):
Il 3 maggio 2024, viene pubblicata una nuova versione del brano, in collaborazione con Álvaro de Luna e in parte cantata in lingua spagnola.

## Accoglienza
Il brano ha ottenuto recensioni generalmente favorevoli da parte della critica musicale italiana.
Andrea Laffranchi del Corriere della Sera descrive la canzone come "allegra, fresca, spensierata" con "un'anima latina" e "un ritornello che profuma di tradizione mediterranea". Silvia Danielli di Billboard Italia scrive che le sonorità si associano al reggaeton e alla cumbia, trovandola «un'ottima hit» con un testo «interessante». Similmente Fabio Fiume di All Music Italia conferma che la composizione si presenti «moderna e che gioca con più stili, fra cui la cumbia» attraverso cui riesce «a firmare con il suo piglio impertinente ma anche riconoscibile ciò che canta». Filippo Ferrari di Rolling Stone Italia apprezza la produzione, riportando che «stupirà chi ancora non l’ha messa a fuoco».
Il Messaggero afferma che è percepibile lo stile narrativo di Madame, mentre Dardust è percepibile "nelle chitarre del ritornello". Chiara Oltolini di Vanity Fair Italia descrive la canzone come «contemporanea» e con un testo «originale». Andrea Conti de Il Fatto Quotidiano afferma che la canzone "arriva subito, così dritta, senza lasciare scampo" il cui testo si presenta come "una riflessione ad ampio raggio sulla vita, dalle relazioni al business", su cui Mango "canta benissimo". Gianni Poglio di Panorama scrive che il brano si muova tra folk e dance, e sebbene non sia "epocale»" esso sia tra le "interpretazioni più originali" della cantante.

## Riconoscimenti
Il brano, oltre a vincere il Festival di Sanremo 2024, è stato riconosciuto con il Premio della Sala Stampa Radio-TV-Web "Lucio Dalla" e il Premio "Giancarlo Bigazzi" alla miglior composizione musicale.

## Video musicale
Il video musicale, diretto da Giulio Rosati, è stato pubblicato in concomitanza all'uscita del brano attraverso il canale YouTube della cantautrice. Alessia Musillo di Elle Decor Italia associa l'immagine della cantante a quella delle figura mitologica di Medusa, intenta nella narrazione del video al "processo di vestizione di una donna sacra", in cui "i capelli intrecciati sembrano rami di alberi e ricordano, senza veli, la testa di una Gorgone fuori dal suo tempo".

## Tracce
Testi di Angelina Mango e Francesca Calearo, musiche di Angelina Mango, Francesca Calearo e Dario Faini.
1. La noia – 3:09

Download digitale, streaming – Spanish Version
Testi di Angelina Mango, Francesca Calearo, Mario Sedano Olmeda e Álvaro De Luna, musiche di Angelina Mango, Francesca Calearo e Dario Faini.
1. La noia (feat. Álvaro De Luna) (Spanish Version) – 3:09

Download digitale – Remix
Testi di Angelina Mango e Francesca Calearo, musiche di Angelina Mango, Francesca Calearo e Dario Faini.
1. La noia (Hypaton remix) – 3:56

## Formazione
- Angelina Mango – voce
- Alessio Cavalazzi – violino
- Andrea Rigonat – chitarra
- Andrea Suriani – mastering, missaggio
- Dario "Dardust" Faini – programmazione, produzione, registrazione
- Filippo Slaviero – registrazione
- Gabriele Mellia Amari – chitarra
- Giovanni "E.D.D." Pallotti – programmazione, produzione, registrazione
- Leo di Angilla – percussioni
- Massimo Colagiovanni – chitarra
- Vanni Casagrande – programmazione

## Successo commerciale
La noia ha debuttato in quarta posizione nella classifica giornaliera di Spotify. Il giorno successivo alla vittoria del festival, La Noia ha stabilito il record per il brano con il maggior numero di riproduzioni streaming filtrate raccolte in 24 ore in territorio italiano su Spotify da parte di un'artista, accumulandone 1 671 693 e superando il record che era stato ottenuto pochi giorni prima da Sinceramente di Annalisa, brano anch'esso in gara al Festival di Sanremo 2024.
Nella settimana del 24 febbraio 2024, il brano ha debuttato al 110º posto nella classifica Billboard Global 200. Insieme a Sinceramente di Annalisa, diventa il brano di un'artista donna solista più veloce a raggiungere il disco di platino, in sole due settimane.
Il 25 luglio 2024 supera i 90 milioni di ascolti e diventa il brano italiano più riprodotto su Spotify per un'artista solista, superando il precedente record detenuto da Mon Amour di Annalisa. Il successivo 11 novembre raggiunge i 100 milioni di ascolti sulla stessa piattaforma.

## Classifiche

### Classifiche settimanali
| Classifica (2024) | Posizione massima |
| ----------------- | ----------------- |
| Austria           | 57                |
| Croazia           | 11                |
| Grecia            | 3                 |
| Irlanda           | 94                |
| Italia            | 4                 |
| Lettonia          | 19                |
| Lituania          | 11                |
| Paesi Bassi       | 63                |
| Polonia           | 84                |
| Portogallo        | 172               |
| Spagna            | 79                |
| Svezia            | 54                |
| Svizzera          | 11                |

### Classifiche di fine anno
| Classifica (2024) | Posizione |
| ----------------- | --------- |
| Italia            | 8         |